# Facultad de Medicina de Montpellier

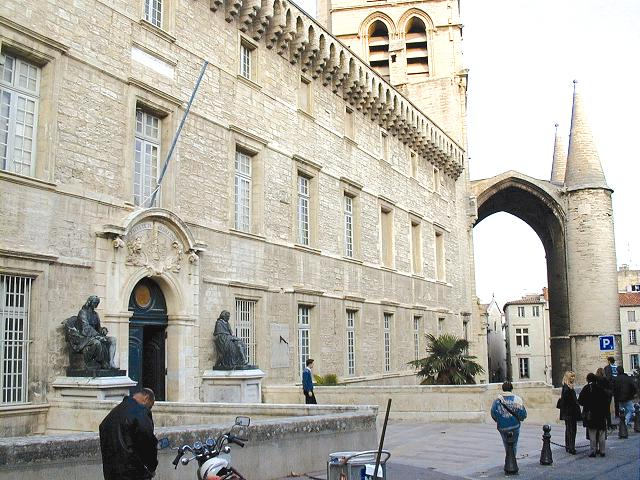
La Facultad de Medicina de Montpellier.

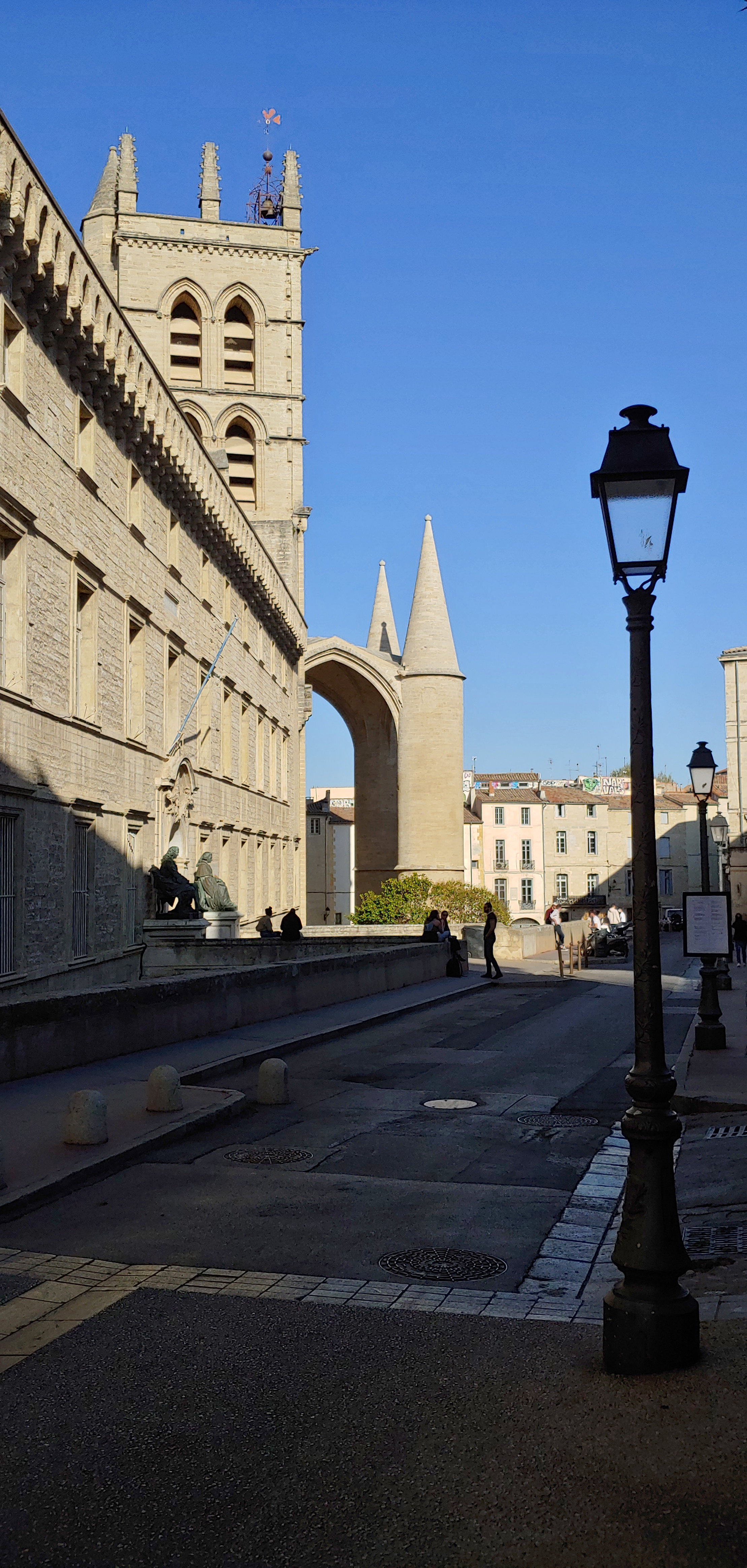
La Facultad de Medecina de Montpellier.

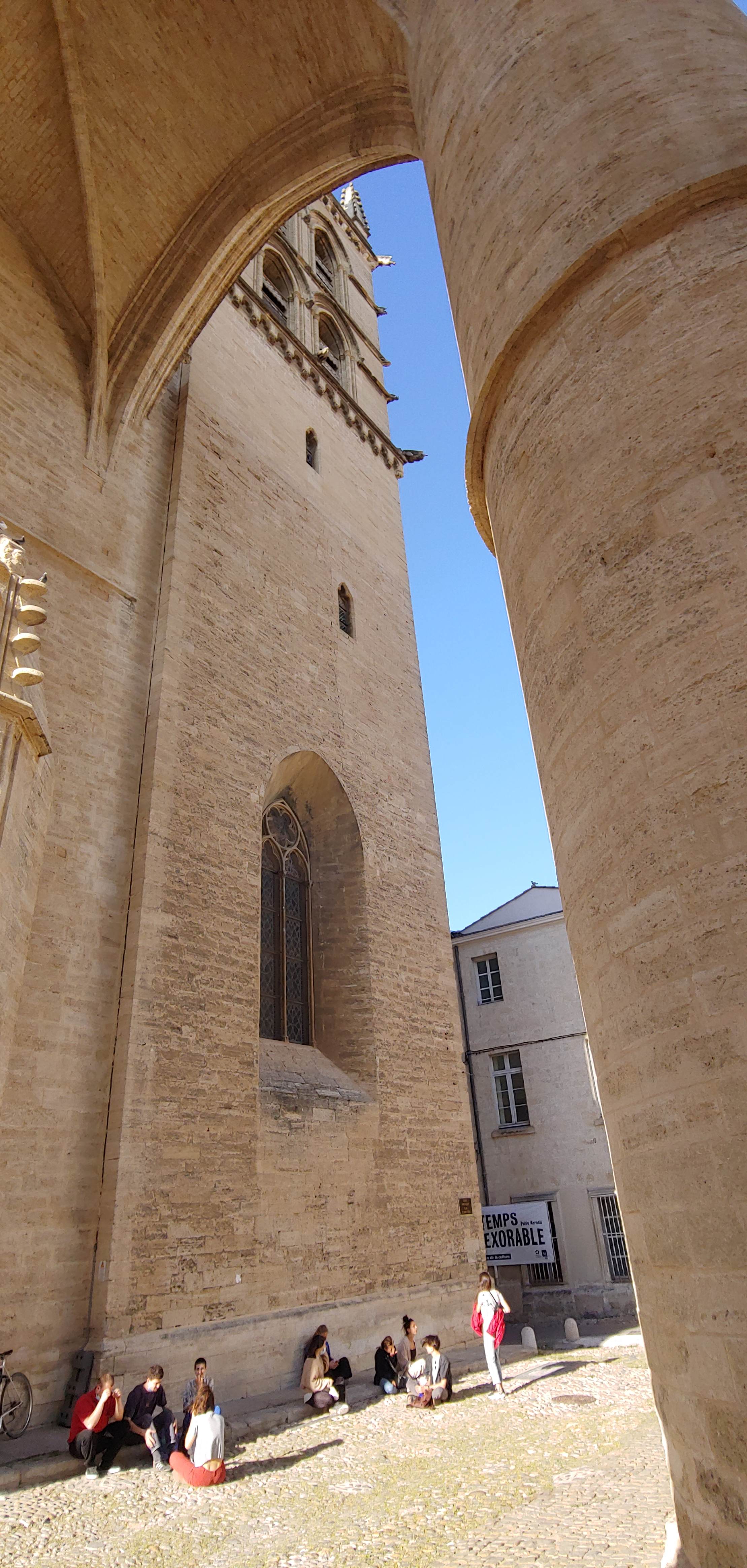
La Facultad de Medicina de Montpellier

La Facultad de Medicina de Montpellier está situada en Montpellier, Francia y existe desde el siglo XII, aunque su primer marco institucional lo obtuvo en el año 1220. Hoy en día pertenece a la universidad de Montpellier, llamada l'Université Montpellier 1. La Facultad de Medicina de Montpellier es la facultad de medicina en actividad más antigua del mundo (la de Salerno desapareció a principios del siglo XIX). En su seno estudiaron personajes ilustres tales como Arnau de Vilanova, Nostradamus, François Rabelais o Guillaume Rondelet entre otros.

## Breve resumen histórico
- Los orígenes

La enseñanza médica en Montpellier nació en la práctica, fuera de todo marco institucional, a principios del siglo XII. En 1180, el señor feudal de Montpellier, Guilhem VIII, promulgó una ley autorizando la enseñanza de la medicina.
En 1220 el Cardenal Conrad d'Urach en nombre del papa Honorius III, concedió a la «Universitas medicorum» sus primeros estatutos. Un cuadro institucional se desarrolló alrededor de la enseñanza médica en menos de un siglo.
El 26 de octubre de 1289, el papa Nicolás IV ordenó, desde Roma, la constitución apostólica «Quia Sapientia», dirigida a los doctores y estudiantes de la ciudad de Montpellier, creando así oficialmente la Universidad de Montpellier.

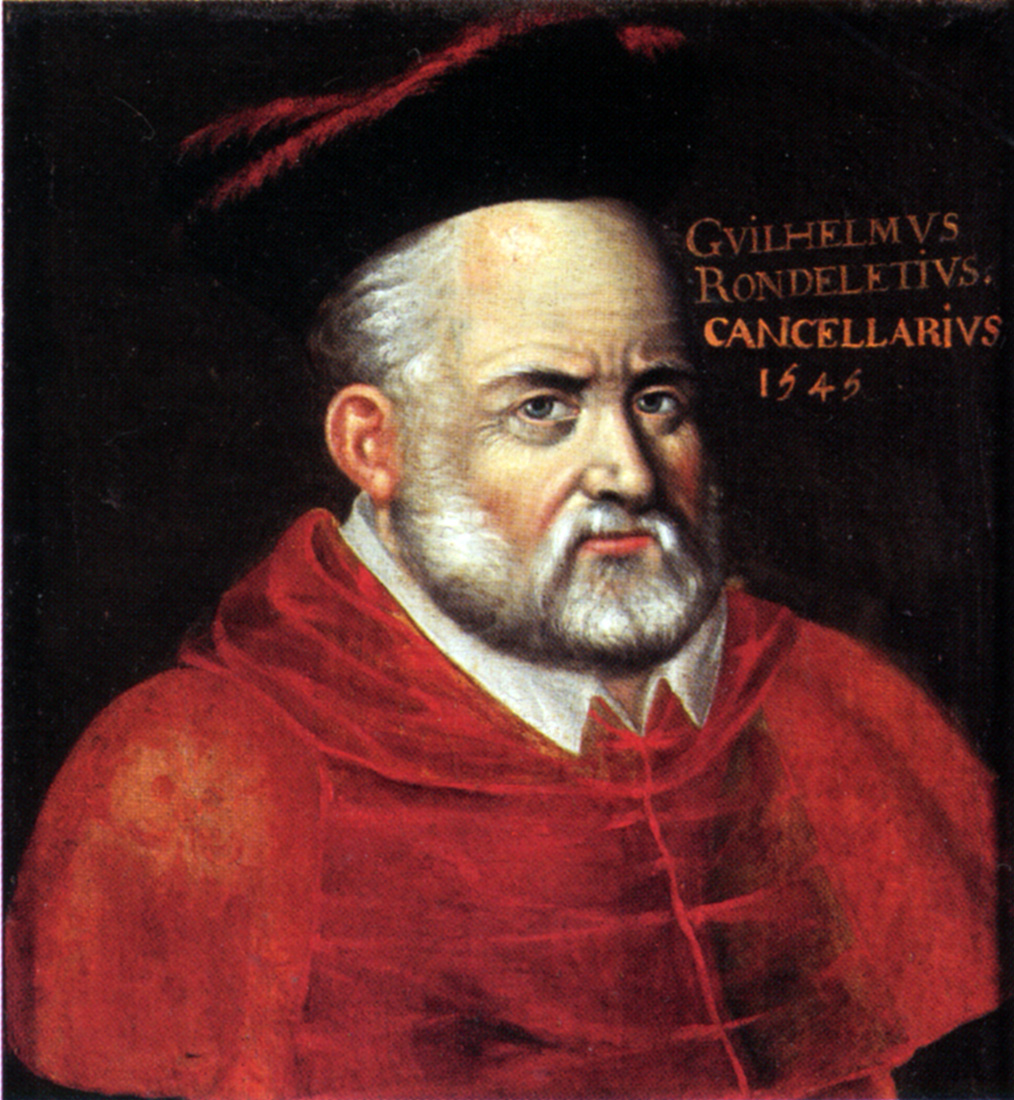
Guillaume Rondelet en 1545

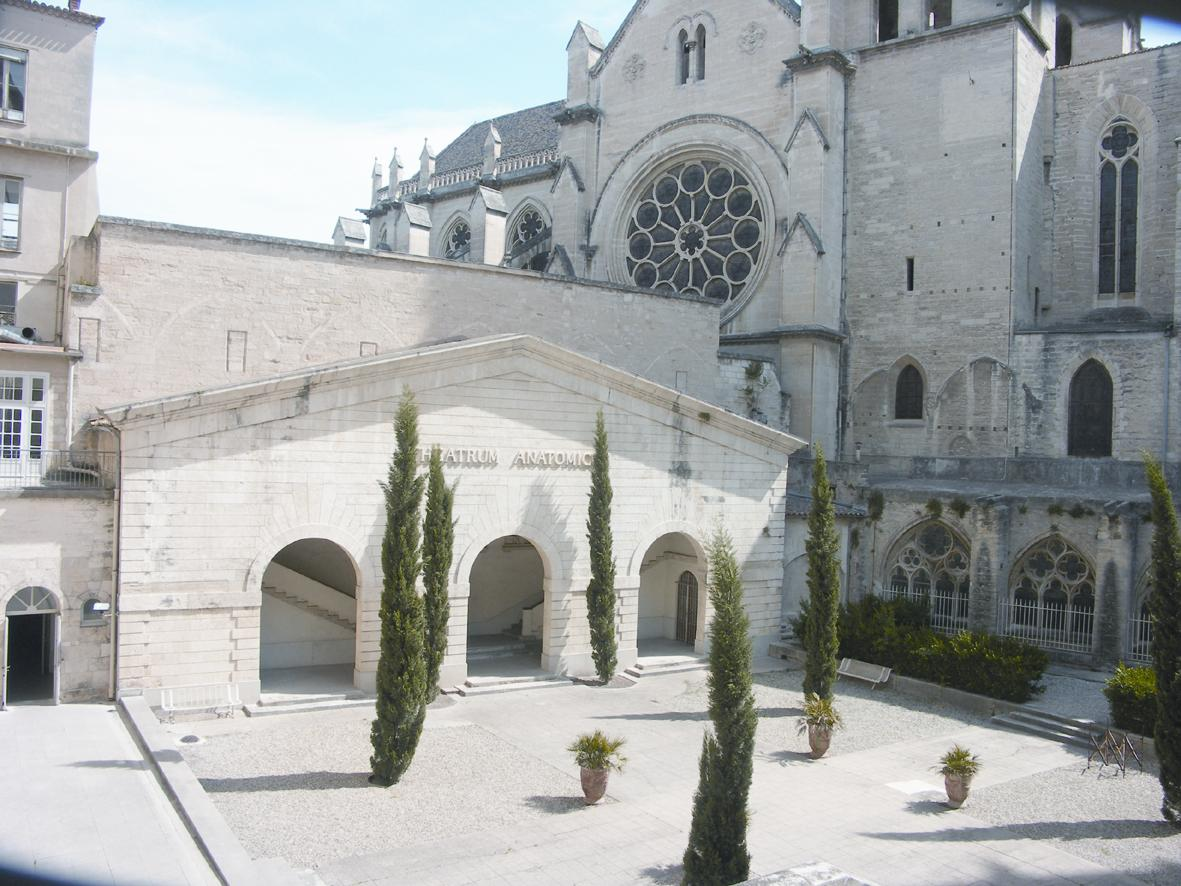
La Cour d'honneur (antiguo claustro del monasterio Saint-Benoît) y el Theatrum Anatomicum.

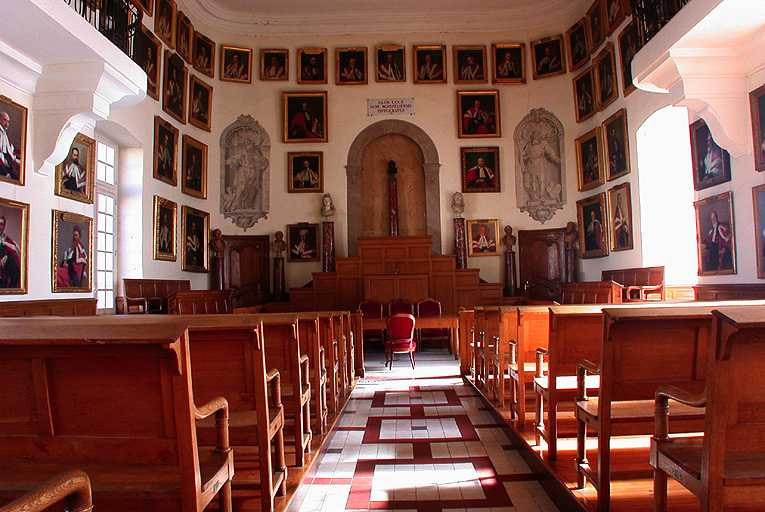
El salón de actos de la UFR de Médecine («facultad de medicina», aunque antiguamente era la capilla de los obispos), lugar en el que se sostienen las tesis doctorales desde hace 200 años.

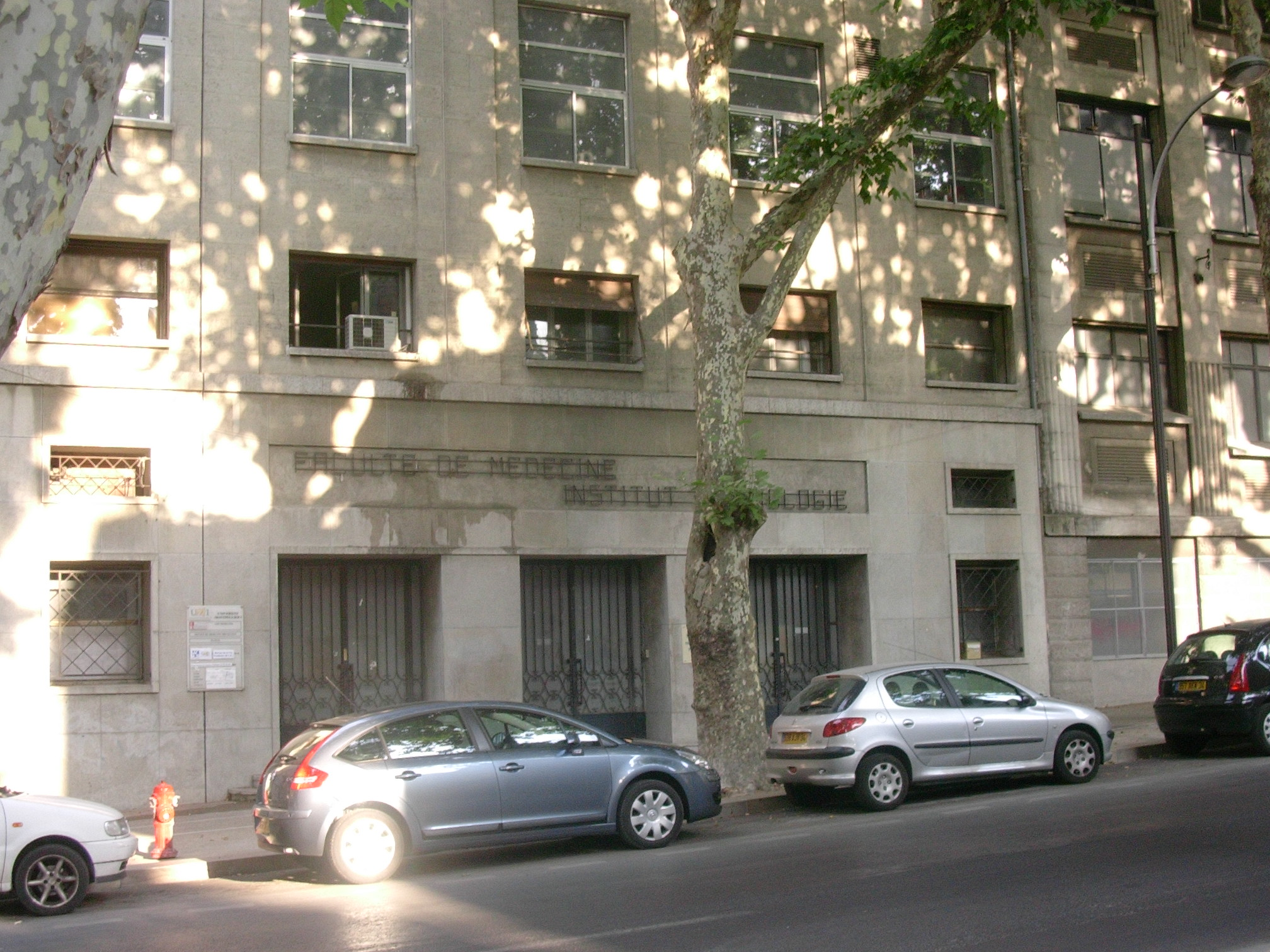
El Instituto de Biología en el boulevard Henri-IV.

La Escuela de medicina gozó de un gran prestigio y de la fama de haber heredado el saber de los árabes y de los judíos, y acogió estudiantes de toda Europa.
- El Renacimiento

Desde el Renacimiento hasta el final del Antiguo Régimen, la enseñanza fue marcada por la pérdida progresiva de la tutela del clero en favor del Estado con una facultad que adquirió sus propios locales, el Collège royal de Médecine, Colegio real de Medicina hacia 1450 con nuevas normas, recogidas en el decreto real de Louis XII el 29 de agosto de 1498.
La llegada de los protestantes a la cabeza de la ciudad en 1562 acompañó la destrucción completa de la torre Sainte-Eulalie, sede de l'Université des droits, que desapareció temporalmente. El reino de (Enrique IV dejó a Montepellier el sentimiento de un renacimiento universitario. La Escuela de medicina fue dotada de un Jardin des plantes, Jardín botánico. Voluntad de un rey, fue la obra del profesor Pierre Richer de Belleval. Primer Jardín Real de Francia, anterior al de París, constituye aún hoy en día una de las mayores riquezas de Montpellier.
El renombre de la medicina en Montpellier fue por aquel entonces muy importante. Entre los profesores, ilustres sabios ocuparon los claustros. Guy de Chauliac y Arnau de Vilanova fueron precursores, Michel de Notre Dame, conocido como Nostradamus, Rabelais y Guillaume Rondelet, fueron alumnos destacados. Todos ellos se preocuparon por la botánica.
- El periodo revolucionario y el Imperio

Durante el periodo revolucionario, por un decreto del 15 de septiembre de 1793, la Convención Nacional terminó con seis siglos de enseñanza, disolvió las universidades y cerró las escuelas. A pesar de su fama internacional, la Universidad de medicina y la Academia de cirugía (creada en 1741) fueron clausuradas.
Tras solo un año, después de este decreto, el 4 de diciembre de 1794 (14 de frimario del año III), la Convención Nacional decretó la fundación de tres Escuelas de Salud (en Montpellier, París y Estrasburgo) para la enseñanza médica y quirúrgica.
En 1795, la Facultad dejó sus antiguos locales por los actuales, el monastère Saint Benoît, Monasterio de San Benito, antiguo obispado junto a la catedral de Saint-Pierre, San Pedro. Jean-Antoine Chaptal mandó construir en su interior un teatro de anatomía. Se reunieron medicina y cirugía.
El periodo 1794-1803 fue una etapa fértil de reforma y de enseñanza de ideas científicas nuevas.
El decreto del 11 de marzo de 1803 (19 de ventoso del año XI) sometió el ejercicio de la medicina a la obtención de un doctorado. La Facultad de Medicina de la era moderna encontró entonces un marco institucional fijo y pudo desarrollarse sin crisis mayores. La contribución recíproca entre enseñanza y práctica hospitalaria no hizo más que mantenerse. A partir de 1804, la Facultad de Medicina consiguió, gracias a su bibliotecario Víctor-Gabriel Prunelle, una biblioteca prestigiosa.
- El siglo XIX

El siglo XIX vio la construcción de un pabellón adicional a lo largo del boulevard Henri-IV (1851), que acogió el conservatorio de anatomía (hoy en día museo de Anatomía) así como un pabellón de anatomía (hoy en día derruido). 
En 1890, se estableció la construcción de un anexo llamado Institut de Biologie, Instituto de Biología, que fue ampliado posteriormente.
La Facultad de Medicina de Montpellier se adhirió aplicando la ley del 10 de julio de 1896, a la Universidad de Montpellier.
- El siglo XX

Fue en el siglo XX cuando se amplió el Institut de Biologie, Instituto de Biología (1937 y 1960).
En 1957, se construyó el edificio que acoge los laboratorios de anatomía, justo al lado del edificio histórico a lo largo del boulevard Henri-IV. 
Este edificio acoge aún hoy en día los cuerpos humanos destinados a las clases de anatomía y el servicio de donaciones del cuerpo del CHU (Centre hospitalier universitaire, hospital universitario).
En 1969, la Facultad de Medicina desapareció. Fue integrada a l'Université Montpellier 1 conforme a la ley del 12 de noviembre de 1968 y se convirtió en la UER Médecine, y más tarde en 1984 en UFR (Unité de formation et de recherche, Unidad de formación e investigación)

## La biblioteca de la Facultad de Medicina
La Biblioteca Universitaria de Medicina, Bibliothèque Universitaire de Médecine, conserva colecciones patrimoniales que superan el ámbito médico, a su vez bien representado.
Esta situación tiene su origen en el periodo posrevolucionario, cuando Victor-Gabriel Prunelle, médico y bibliotecario por encargo de Jean-Antoine Chaptal, fue a recorrer los « depósitos literarios » para constituir, prácticamente desde cero, una biblioteca digna de la prestigiosa Escuela de Medicina de Montpellier. Con una erudición y una devoción destacables, puso en pie un fondo enciclopédico cuya riqueza y coherencia son dignas de admiración.

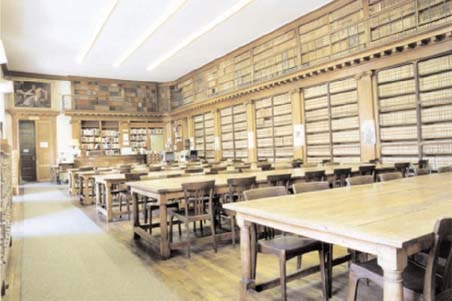
La sala de lectura histórica de la B.U. Médecine.

Los 900 volúmenes de manuscritos, cuyos dos tercios son medievales (y 59 del período carolingio), algunos ricamente ilustrados, y los 100 000 volúmenes impresos antes del siglo XIX -sin contar 300 incunables- fueron en efecto reunidos por Prunelle. Más adelante la colección fue completada por otras donaciones como las de Paul Joseph Barthez (5000 obras principalmente de ámbito científico).
Los fondos de manuscritos constituyen el tesoro y la gran originalidad de la biblioteca: es absolutamente excepcional encontrar tal conjunto de textos de todos los dominios en el seno de una universidad. Se trata, ciertamente, de una de las bibliotecas universitarias más ricas de Francia.
Hoy en día, la biblioteca universitaria conserva, igualmente, en 9 kilómetros lineales de estanterías todas las colecciones médicas (obras, tesis y periódicos) hasta los años 1990. Desde la apertura en 1993 de la biblioteca de l'Unité pédagogique médicale à proximité des hôpitaux, Unidad pedagógica médica en proximidad a hospitales, las adquisiciones corrientes se centran en los estudiantes de primer ciclo, que son acogidos en la sala de lectura histórica. Otra sala está reservada a investigadores para la consulta de fondos patrimoniales.
La Biblioteca de Medicina está gestionada por el Servicio Común Inter-Universitario de Montpellier, Service Commun Inter-Universitaire de Montpellier. Se está realizando un importante trabajo de digitalización de documentos antiguos en formato CD-ROM y microfilms.

## Personas destacadas
Entre los célebres sabios diplomados en medicina en Montpellier, podemos citar: Nostradamus, François Rabelais, Paul Joseph Barthez, François Lapeyronie, Pierre Borel, Pierre Magnol, Guy de Chauliac, Guillaume Rondelet, Jean Astruc...
De entre los profesores célebres podemos citar: Antoine Louis Dugès, Jacques Philippe Raymond Draparnaud, Augustin Pyrame de Candolle, Jacques Mathieu Delpech, Arnau de Vilanova, François Chicoyneau ...